# Aszalay Mátyás
Aszalay Mátyás (16. század – 17. század) református lelkész

## Élete
Hazáján, Erdélyen kívül sokat bujdosott, végül 1602-ben és azután marosvécsi református pap volt Torda vármegyében. Bujdosásai közben bejárta Görögországot és Kis-Ázsiát. Utazásait Bizantium címmel írta le. Bod Péter említi, hogy lakott Konstantinápolyban Bethlen Gáborral, vagy másokkal, azokban az időben, mikor Mihály vajda és Giorgio Basta "kegyetlenkedései miatt a nemesi rend hazájában nem maradhatott". 1603-ban az erdélyi fejedelmi kancellária titkára volt.